# Sila (Emirati Arabi Uniti)
Sila (in arabo سيل‎?) è una città degli Emirati Arabi Uniti e si trova a 350 chilometri ad ovest da Abu Dhabi.